# St. Georg (Hohenholte)

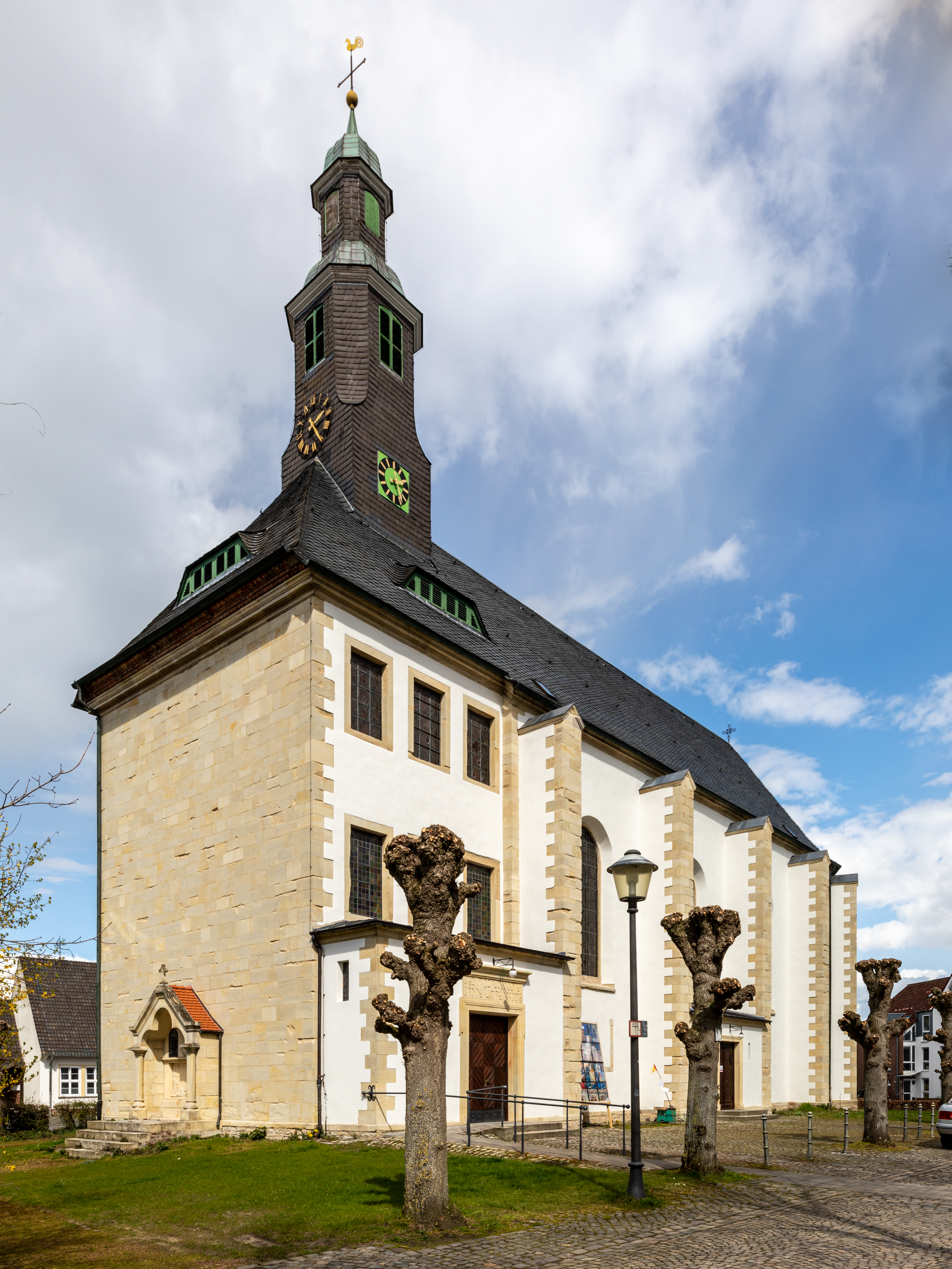
St. Georg (2021)

Die Stiftskirche Sankt Georg (kurz St. Georg) in Hohenholte ist die heutige Filialkirche von St. Dionysius Havixbeck, bis zur Fusion Pfarrkirche von Hohenholte, Gemeinde Havixbeck, Kreis Coesfeld, Nordrhein-Westfalen und bis zur Säkularisation Anfang des 19. Jahrhunderts Stiftskirche des Freiweltlich-Adeligen Damenstiftes Hohenholte. Sie ist aber nicht die erste Kirche an dieser Stelle.
Die heutige in den Jahren 1732 bis 1738 nach Plänen des Münsteraner Baumeisters Peter Pictorius d. J. (1673–1735) mit vierjochigem Grundriss erbaute Kirche ist ein barocker, gewölbter Saalbau der auf ein 1142 gegründetes Benediktinerkloster und ein freiweltliches Damenstift zurückgeht.
Zu einer kompletten Neugestaltung des Innenraumes der Stiftskirche durch den Münsteraner Diözesanbaumeister Hilger Hertel kam es in den Jahren 1886 bis 1890. Die Stiftsempore wurde abgerissen, eine Sakristei angebaut und 1932 westlich anschließend ein Kapitelhaus einbezogen. Die Kriegergedächtniskapelle an der Westseite des Gebäudes entstand 1949. Der Westteil integriert Reste der ehemaligen Stiftsgebäude, die ansonsten abgerissen sind. Darauf befindet sich der Dachreiter der turmlosen Kirche. Das Äußere des Kirchengebäudes ist verputzt und weiß gestrichen. Es wurde 2019 restauriert.
Im Schiff und Chor befinden Bogenfenster. Die Farbfenster im Chor entstanden 1886/1887 und stammen vom Münsteraner Glasmaler Victor von der Forst (1834–1892).
Die Ausstattung der Pfarrkirche ist im überwiegenden Teil neoromanisch (Bänke, Kanzel, Hochaltar). An der Südwand der Kirche ist ein Sandstein-Relief aus der Werkstatt des Münsteraner Bildhauers Johann Brabender (circa 1540) angebracht. Aus der Zeit um 1720 stammt die Christusfigur von J. W. Gröninger. Der Korpus eines Holzkruzifixes (um 1220) gehört zu den ältesten Kunstwerken der Kirche.

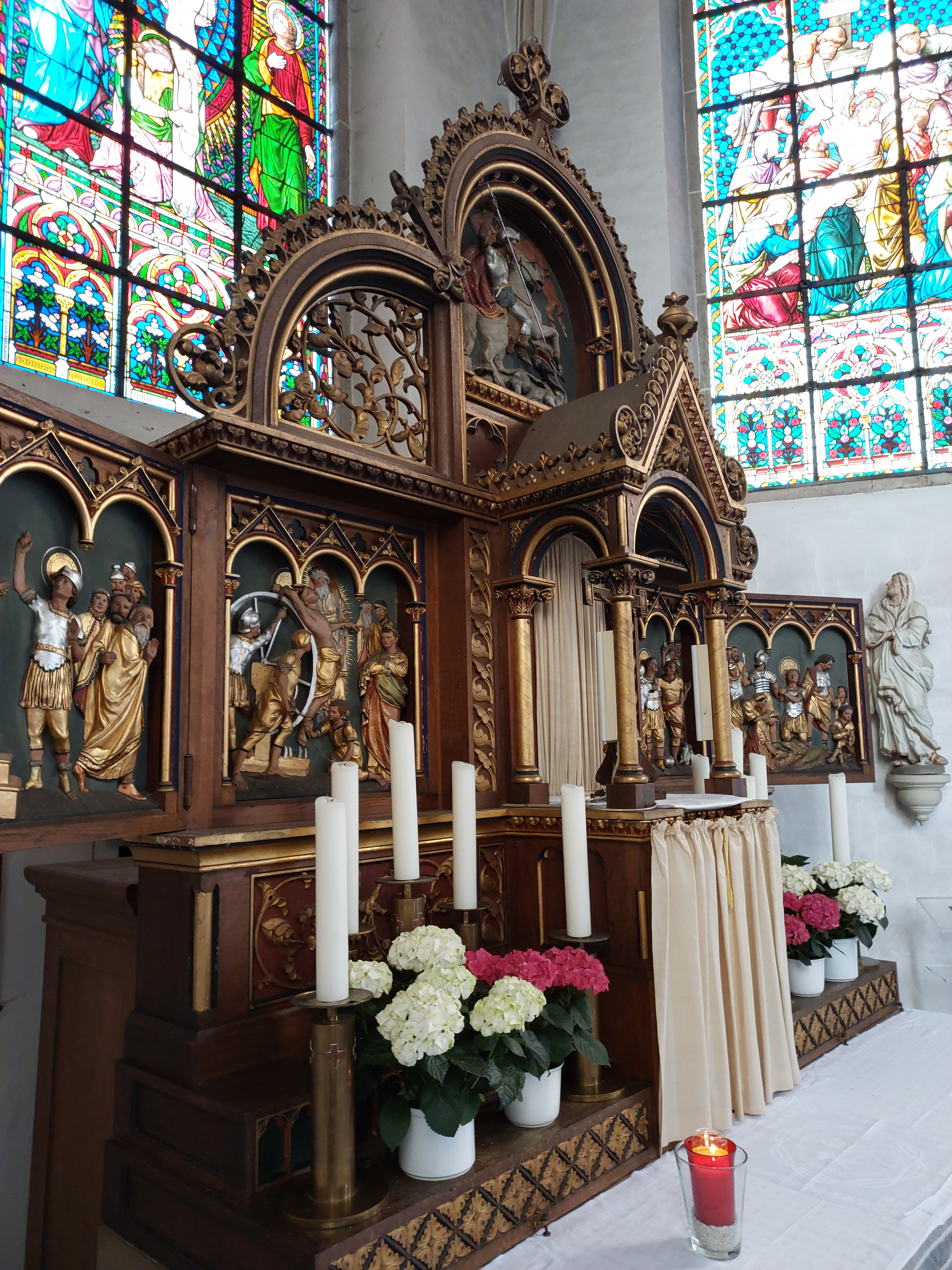
Der Flügelaltar von 1890 mit Bildwerken von August Schmiemann (Münster)

Der geschnitzte Flügelaltar aus dem Jahr 1890 steht auf einem steinernen Unterbau. Bei geöffneten Flügeln zeigen sich in vier verschiedenen Feldern Darstellungen aus dem Leben des Hl. Georg, des Patrons der Kirche. Über dem Flügelschrein findet der Altar seinen Abschluss mit dem Reliefbild des Hl. Georg, der zu Pferde sitzend einen Drachen tötet. Der Architekt Hilger Hertel der Jüngere hat die Zeichnung des Gesamtaltares entworfen, dessen Grundkonstruktion vom Kunstschreiner Hermann Miele stammt. Die in Stein und Holz gefertigten Reliefs sind Werke des münsteraner Bildhauers August Schmiemann. Vom Kunstmaler August Urlaub stammt die Polychromierung der Bildwerke. Schmiemann schuf ebenfalls die Relief-Bilder und Statuen der aus Holz gearbeiteten Kanzel. Die geschnitzten Reliefbilder gleichen stylistisch den Reliefbildern der ehemaligen Kanzel des St.-Paulus-Doms in Münster, die Schmiemann 1884 aus Bronze fertigte.
Die Kirche besitzt ein Hungertuch in westfälischer Tradition aus der Mitte des 20. Jahrhunderts. Es zeigt die Kreuzigung mit einem Zitat aus den Improperien („…Athanatos…“).
Die erste Orgel stiftete Heinrich Johann I.  Droste zu Hülshoff (1677–1739), ab 1809 nahm beim Hohenholter Organisten Joseph W. Kettler die Dichterin und Komponistin Annette von Droste-Hülshoff Orgelunterricht. Die heutige Orgel stammt noch aus der Stiftszeit.
1607 wurde an der Kirche die Stiftsdame Benedikta Droste zu Hülshoff bestattet.